# Pressagny-l'Orgueilleux
Pressagny-l'Orgueilleux is een gemeente in het Franse departement Eure in de regio Normandië en telt 757 inwoners (1999).
Pressagny-l'Orgueilleux maakt deel uit van het arrondissement Les Andelys en sinds 22 maart 2015 van het kanton Les Andelys toen het kanton Écos, waar de gemeente toe behoorde, werd opgeheven.

## Geografie
De oppervlakte van Pressagny-l'Orgueilleux bedraagt 10,3 km², de bevolkingsdichtheid is 73,5 inwoners per km².
De onderstaande kaart toont de ligging van Pressagny-l'Orgueilleux met de belangrijkste infrastructuur en aangrenzende gemeenten.

## Demografie
Onderstaande figuur toont het verloop van het inwonertal.